# Temple Bar
Temple Bar és una zona del centre de Dublín, que limita al nord amb el riu Liffey, al sud amb la Dame Street, a l'est amb el pont O'Connell i a l'oest amb la catedral de Christchurch. Es promociona com el "barri cultural" de Dublín i, com a centre de la vida nocturna del centre de Dublín, és una destinació turística. Temple Bar es troba al districte postal de Dublín 2.